# LibreDWG
GNU LibreDWG és una biblioteca programada en llenguatge C per al maneig d'arxius informàtics DWG, format tancat natiu del programari de disseny assistit per ordinador AutoCAD. El seu objectiu és ser una alternativa lliure i gratuïta a les biblioteques OpenDWG. El projecte es desenvolupa amb la cobertura de la Free Software Foundation (FSF).

## Motivació
La FSF va assenyalar al juliol de 2010 com d'alta prioritat l'obtenció d'una alternativa a la biblioteca OpenDWG amb la finalitat de poder accedir i manipular dades emmagatzemades en el format privatiu DWG. Actualment aquest format és el més utilitzat dins del programari CAD, convertint-se en un estàndard de facto sense una altra alternativa clara. DWG ha estat, des de 1982, el format natiu de l'empresa Autodesk per al seu programari CAD. D'aquesta manera molts usuaris s'han sentit obligats a utilitzar els programes informàtics d'Autodesk que ha assolit una posició dominant. Malgrat que OpenDWG n'ha fet una documentació pública, ni Autodesk ni OpenDWG permeten que el software lliure sigui compatible amb SDK.
La intenció de la FSF és crear una alternativa a semblança del OpenDWG3 que pugui ser usada en projectes de programari lliure, atès que la llicència d'aquest últim no permet l'ús en aquesta mena de projectes.

## Història
GNU LibreDWG està basat en la biblioteca LibDWG, escrita originalment per Rodrigo Rodrigues da Silva i Felipe Correa da Silva Sanches i llicenciada com a GPLv2 al voltant de 2005. El juliol de 2010 la FSF va assenyalar la creació d'una alternativa a la biblioteca OpenDWG com un dels 13 "projectes d'alta prioritat".

### Controvèrsies de la GPLv3
El 2009, una actualització de llicència de LibDWG/LibreDWG a la versió 3 de la Llicència Pública General GNU, va fer impossible que els projectes de programari lliure LibreCAD i FreeCAD utilitzessin LibreDWG legalment.
Molts projectes van expressar la seva incomoditat sobre la selecció de llicències GPLv3 per a LibreDWG, com ara FreeCAD, LibreCAD, Assimp i Blender. Alguns van suggerir la selecció d'una llicència amb una compatibilitat de llicències més àmplia, per exemple el MIT, BSD o LGPL 2.1.
El problema de fons és la incompatibilitat entre el codi GPLv2 i el codi GPLv3 +. LibreDWG té llicència GPLv3 + i tots els drets d'autor pertanyen a la FSF. Els desenvolupadors no tenen veu en els assumptes legals. Es va fer una petició a la FSF per tenir en compte GNU LibreDWG com a GPLv2, va ser rebutjada el 2012.

### Re-bifurcació
El projecte s'ha aturat des de 2011 per diverses raons, incloent-hi la manca de voluntaris, problemes de llicència i motivació dels programadors. Al setembre de 2013, el projecte original sobre el qual es basa LibreDWG, LibDWG, va anunciar que s'estava reactivant, re-bifurcant el seu codi des de LibreDWG. Una alternativa amb llicència gplv2 és el projecte libdxfrw, que pot llegir DWGs simples.